# Vandrende pinde
Vandrende pinde (Phasmatodea) er en orden af insekter og tilhører som sådan rækken af leddyr (Arthropoda), der bl.a. også omfatter  knælere. De vandrende pinde er mestre i camouflage og kan derfor være meget svære at få øje på.
Der er ca. 2.000 kendte arter af vandrende pinde, hvoraf den mest kendte nok er Carausius morosus. Vandrende pinde holdes af mange, da de fleste arter er meget nemme og hårdføre. Vandrende pinde er også glimrende til mindre børn, der skal have et nemt kæledyr.
I Danmark er der fundet eksemplarer i Randers miniskov i 1956.[kilde mangler]
Andre arter:
- Oreophoetes peruana
- Peruphasma schultei
- Aretaon asperrimus
- Sungaya inexpecta

## Klassifikation
Overfamilie Timematoidea Parker, 1982
- Timematidae Caudell, 1903 Timemas

Overfamilie Phyllioidea Karny, 1923
- Phylliidae Redtenbacher, 1906
- Pseudophasmatidae Kirby, 1896 (striped walking sticks)
  - Anisomorphini Redtenbacher, 1906
  - Stratocleidini Brunner, 1915
  - Pseudophasmatini Günther, 1953
  - Xerosomatini Brunner, 1893
  - Prisopodini Brunner, 1893
  - Heteronemiini Günther, 1953 (common walking sticks)
  - Xeropsidini m.
- Korinnidae Günther, 1953
- Aschiphasmatidae Brunner, 1893
- Heteropterygidae Rehn, 1904 (= Obrimidae Rehn & Rehn, 1939)
  - Heteropterygini Kirby, 1896
  - Obrimini Brunner, 1893
  - Anisacanthini Günther, 1953
  - Datamini Rehn & Rehn, 1939
- Pygirhynchidae Redtenbacher, 1906
- Bacillidae Redtenbacher, 1906
  - Xylicini Günther, 1953
  - Antongiliini Günther, 1953
  - Bacillini Günther, 1953

Overfamilie Phasmatoidea Karny, 1923
- Tropidoderidae Brunner, 1893 (= Podacanthidae Günther, 1953)
  - Tropidoderini Brunner, 1893
  - Monandropterini Brunner, 1893
- Phasmatidae Karny, 1923 (winged walking sticks)
  - Phasmatini Brunner, 1893
  - Stephanacridini Günther, 1953
  - Achriopterini Günther, 1953
  - Acanthomimini Günther, 1953
  - Pharnaciini Günther, 1953
  - Baculini Günther, 1953
  - Acanthoxylini Bradley & Galil, 1977
- Eurycanthidae Brunner, 1893
  - Neopromachini Günther, 1953
  - Eurycanthini m.
- Xeroderidae Günther, 1953
- Platycranidae Redtenbacher, 1908
- Bacteriidae Brunner, 1893 (= Cladomorphidae Brunner, 1893; = Phibalosomatidae Redtenbacher, 1908)
  - Hesperophasmatini Rehn, 1901
  - Cladoxerini Karny, 1923
  - Craspedoniini Bradley & Galil, 1977
  - Bacteriini Brunner, 1893
  - Otocraniini m.
- Palophidae Redtenbacher, 1908
- Necrosciidae Brunner, 1893
- Pachymorphidae Brunner, 1893 (= Clitumnidae Brunner, 1907)
  - Ramulini Günther, 1953
  - Hemipachymorphini Günther, 1953
  - Pachymorphini Brunner, 1893
- Lonchodidae Brunner, 1893 (= Prisomeridae Karny, 1923)
  - Lonchodini Brunner, 1893
  - Menexenini Brunner, 1893
- Diapheromeridae Karny, 1923
  - Diapheromerini Zompro, 2001
  - Libethrini Günther, 1953
  - Ocnophilini Günther, 1953
  - Oreophoetini Zompro, 2001